# Polisportiva Dinamo 2008-2009
La Polisportiva Dinamo 2008-2009, sponsorizzata Banco di Sardegna, ha preso parte al campionato professionistico italiano di Legadue.

## Roster
| Banco di Sardegna Sassari 2008/2009 | Banco di Sardegna Sassari 2008/2009 |
| Giocatori                           | Staff tecnico                       |
| ----------------------------------- | ----------------------------------- |

| N. | Naz.                                        | Ruolo | Nome              | Anno | Alt.   | Peso   |  |
| -- | ------------------------------------------- | ----- | ----------------- | ---- | ------ | ------ |  |
| 6  | Italia (bandiera)                           | A     | Francesco Amoni   | 1984 | 201 cm | 107 kg |  |
| 8  | Italia (bandiera)                           | A     | Giacomo Devecchi  | 1985 | 196 cm | 87 kg  |  |
| 9  | Regno Unito (bandiera) · Nigeria (bandiera) | C     | Peter Ezugwu      | 1976 | 202 cm | 111 kg |  |
| 10 | Stati Uniti (bandiera)                      | P     | Jason Rowe        | 1978 | 178 cm | 80 kg  |  |
| 11 | Italia (bandiera)                           | A     | Luigi Dordei      | 1981 | 202 cm | 101 kg |  |
| 12 | Canada (bandiera) · Italia (bandiera)       | AC    | Phil Martin       | 1980 | 202 cm | 100 kg |  |
| 13 | Italia (bandiera)                           | P     | Massimo Chessa    | 1988 | 188 cm | 80 kg  |  |
| 15 | Stati Uniti (bandiera)                      | G     | Trent Whiting     | 1976 | 185 cm | 85 kg  |  |
| 18 | Italia (bandiera)                           | A     | Manuel Vanuzzo    | 1975 | 203 cm | 103 kg |  |
| 19 | Italia (bandiera)                           | A     | Matteo Samoggia   | 1990 | 196 cm | 88 kg  |  |
| 20 | Italia (bandiera)                           | G     | Alessandro Manca  | 1980 | 192 cm | 92 kg  |  |
|    | Italia (bandiera)                           | A     | Alessandro Sechi  | 1988 | 194 cm | 90 kg  |  |
|    | Italia (bandiera)                           | A     | Andrea Spampinato | 1992 | 195 cm | 88 kg  |  |
|    | Italia (bandiera)                           | G     | Luca Marcolongo   | 1991 | 188 cm | 82 kg  |  |
|    | Italia (bandiera)                           | A     | Davide Rassu      | 1988 | 195 cm | 85 kg  |  |
|    | Italia (bandiera)                           | P     | Marco Pilo        | 1988 | 183 cm | 80 kg  |  |
|    | Italia (bandiera)                           | G     | Gianluca Doro     | 1992 | 190 cm | 85 kg  |  |

| Allenatore                                       |
| - Demis Cavina                                   |
| Assistente/i                                     |
| - Valeriano D'Orta Legenda - (C) Capitano Roster |

| Giocatori acquisiti a stagione in corso | Giocatori acquisiti a stagione in corso | Giocatori acquisiti a stagione in corso |
| Giocatore                               | il                                      | Da                                      |
| --------------------------------------- | --------------------------------------- | --------------------------------------- |
| Phil Martin                             | 5 dicembre                              | Juvecaserta                             |
| Alessandro Manca                        | 30 gennaio                              | Silver P. Torres                        |

| Giocatori ceduti a stagione in corso | Giocatori ceduti a stagione in corso | Giocatori ceduti a stagione in corso |
| Giocatore                            | il                                   | A                                    |
| ------------------------------------ | ------------------------------------ | ------------------------------------ |
| Franko Bushati                       | 8 gennaio                            | Trapani Shark                        |
| Andrea Iannilli                      | 3 dicembre                           | Scafati Basket                       |

### Staff tecnico e dirigenziale
- Capo Allenatore: Demis Cavina
- Vice Allenatore: Valeriano D'Orta
- Preparatore Atletico: Marco Pinna
- Responsabile Sanitario: Marcello Caria
- Ortopedico: Fabio Ziranu
- Massaggiatore: Ugo D'Alessandro
- Massaggiatore: Simone Unali
- Medico Sociale: GavinoCasu

- Presidente: Luciano Mele
- Vice Presidente: Natale Stangoni
- General Manager: Pinuccio Mele
- Direttore Sportivo: Luigi Peruzzu
- Segreteria: Luigi Peruzzu
- Relazioni esterne: Luigi Peruzzu
- Responsabile servizio statistiche: Roberto Sanna
- Resp.le organizzativo Settore giovanile: Graziano Pilo
- Resp.le tecnico Settore giovanile: Stefani Bazzoni

## Mercato
| Partenze | Partenze         | Partenze          | Partenze       |
| R.       | Nome             | a                 | Modalità       |
| -------- | ---------------- | ----------------- | -------------- |
| P        | Brent Darby      | Pistoia Basket    | fine contratto |
| C        | Antti Nikkilä    | Tampereen Pyrintö | fine contratto |
| AC       | Mitchell Poletti | Fulgor L. Forlì   | fine contratto |
| AG       | Marko Verginella |                   | fine contratto |

| Arrivi | Arrivi          | Arrivi         | Arrivi     |
| R.     | Nome            | da             | Modalità   |
| ------ | --------------- | -------------- | ---------- |
| P      | Jason Rowe      | PAOK Salonicco | definitivo |
| A      | Francesco Amoni | Virtus Siena   | prestito   |
| C      | Peter Ezugwu    | A. Costa Imola | definitivo |
| C      | Andrea Iannilli | A. Costa Imola | definitivo |

## Risultati

### Regular season

#### Girone di andata
| Arbitri: | Aronne (Viterbo) Calbucci (Roma) Giovanrosa (Roma) |

|                               |            |                                     |
| Rowe 22 Whiting 19 Vanuzzo 16 | Punti      | 16 Volcic 15 Viggiano 15 Cinciarini |
| Rowe, Vanuzzo 4               | Assist     | 4 Cinciarini                        |
| Dordei, Ezugwu 8              | Rimbalzi   | 11 Volcic                           |
| Demis Cavina                  | Allenatori | Stefano Salieri                     |

| Arbitri: | Biggi (Milano) Conti (Firenze) Castelluccio (Napoli) |

|                                |            |                                 |
| Bunn 21 Sorrentino 18 Swann 10 | Punti      | 16 Ezugwu 15 Whiting 12 Bushati |
| Sorrentino, Swann 3            | Assist     | 3 Rowe                          |
| Bunn 11                        | Rimbalzi   | 9 Ezugwu                        |
| Massimo Bianchi                | Allenatori | Demis Cavina                    |

| Arbitri: | Materdomini (Matera) Bettini (Bologna) Di Francesco (Teramo) |

|                              |            |                            |
| Chessa 20 Rowe 15 Whiting 13 | Punti      | 20 Hynes 16 Nissim 15 Mian |
| Rowe 5                       | Assist     | 5 Robinson                 |
| Ezugwu 7                     | Rimbalzi   | 10 Hynes                   |
| Demis Cavina                 | Allenatori | Andrea Trinchieri          |

| Arbitri: | Bertelli (Genova) Federici (Roma) Paronelli (Varese) |

|                             |            |                             |
| Rowe 20 Bushati 13 Ezugwu 8 | Punti      | 17 Lenzly 14 Davis 11 Ndoja |
| Rowe 7                      | Assist     | 3 Lenzly, Ndoja             |
| Vanuzzo 7                   | Rimbalzi   | 10 Salvi                    |
| Demis Cavina                | Allenatori | Franco Gramenzi             |